# میچل هوپ
میچل هوپ (به انگلیسی: Mitchell Hope) یک بازیگر استرالیایی است. او بیشتر برای بازی در فیلم شاهزاده/شاه بن، پسر دیو و دلبر، در فیلم تلویزیونی سه‌گانه فرزندان ۱، ۲ و ۳، محصول شبکه دیزنی شناخته شده‌است.

## اوایل زندگی
میچل هوپ در یک والدین استرالیایی به دنیا آمد، بخش عمده ای از کودکی خود را در استرالیا گذراند و در آنجا با دو برادر کوچکتر خود: توبیاس و جونا هوپ تحصیل کرد. او سعی کرد تحصیلات خود را ادامه دهد اما وقتی که برای بازی در فیلم فرزندان پذیرفته شد و تبدیل به بازیگر شد، به لس آنجلس نقل مکان کرد و به دنبال گسترش فعالیت بازیگری خود رفت.

## حرفه
در سال ۲۰۱۲، میچل هوپ در دو فیلم کوتاه استرالیایی به نام‌های Yes Mum و Down the Way ظاهر شد. در اوایل سال ۲۰۱۴، وی در نسخه بیوگرافی Never Tear Us Apart The Untold Story of INXS که از کانال هفت شبکه پخش شده بود، در نقش نسخه جوانی تیم فریس بازی کرد.
وی سپس توسط شبکه دیزنی برای بازی در نقش شاهزاده بن پسر دیو و دلبر انتخاب شد و در فیلم تلویزیونی فرزندان در کنار داو کامرون بازی کرد. این فیلم تلویزیونی در اواخر ژوئیه ۲۰۱۵ اکران شد و میچل هوپ را برای عموم آمریکایی معرفی کرد. چند ماه بعد، او نقش خود را به عنوان صداپیشه در سریال انیمیشنی فرزندان: مدرسه رازها و فرزندان: دنیای شرور، ادامه داد.
بعد از موفقیت در دو فیلم قبل، میچل هوپ، بار دیگر نقش خود را از سر می‌گیرد و این بار به عنوان پادشاه بن در فیلم فرزندان ۲ محصول سال ۲۰۱۷و بعد از آن برای سومین فیلم تلویزیونی، یعنی فرزندان ۳، که در سال ۲۰۱۹ منتشر شد، ایفای نقش کرد.
در سال ۲۰۱۹، او با فیلم Let it Snow، فیلم نتفلیکس با اقتباس از رمان جان گرین، برای اولین بار در سینمای آمریکا فعالیت خود را آغاز کرد و در کنار کرنان شیپکا ،ایزابلا مونر و اودیا راش بازی کرد.